# Limbarda salsoloides
Limbarda salsoloides là một loài thực vật có hoa trong họ Cúc. Loài này được (Turcz.) Ikonn. mô tả khoa học đầu tiên năm 1972.